# Phylloxera picta
Phylloxera picta är en insektsart som beskrevs av Theodore Pergande 1904. Phylloxera picta ingår i släktet Phylloxera och familjen dvärgbladlöss. Inga underarter finns listade i Catalogue of Life.